# Jean Margain
 (mai 2020).
 (mai 2020).
Jean Margain (24 février 1931 - 15 février 2012) est un bibliste et hébraïsant français. Il est connu par ses études sémitiques et samaritaines,.

## Biographie

### Éducation
Margain a obtenu son doctorat en 1988 avec sa thèse Les particules dans le Targum samaritain de Genèse-Exode: jalons pour une histoire de l'araméen samaritain à l'Université Paris III,.

### Travail académique
En 1981, Christian Amphoux et Jean Margain, chercheurs au CNRS, fondent l'Académie des Langues Anciennes (ex-Session des Langues Bibliques), implantée à Montpellier, Saintes, Lille, Lyon, puis Digne.
Il est directeur de recherche au Centre national de la recherche scientifique (CNRS) et président des Sessions de langues bibliques (en 1988),,,,.
Il est directeur d'études à l'École pratique des hautes études, titulaire de la chaire de philologie biblique et targoumique, de 1991 à 1996,.

## Publications
- Les particules dans le Targum samaritain de Genèse-Exode: jalons pour une histoire de l'araméen samaritain, Droz, Genève, 1993 (OCLC 32384849)
- Le livre de Daniel: commentaire philologique du texte araméen, Beauchesne, Paris, 1994 (ISBN 2-7010-1318-6)
- Sémantique hébraïque: l'apport des Targums, Louvain, Peeters, 1995 (OCLC 1124732171)
- Les Particules causales dans le Targum samaritain, Paris, A. Maisonneuve, 1980 (OCLC 1124731932)
- Le Livre de Daniel: commentaire philologique du texte araméen, Paris; Louvain, Peeters, 1988 (OCLC 1124731547)

## Sources d'information
- U. Schattner-Rieser, Christian-B. Amphoux et A. Frey, Etudes sémitiques et samaritaines offertes à Jean Margain, vol. 3, Lausanne, Editions du Zèbre, coll. « HTB », 1998 (ISBN 2-9700088-6-6, lire en ligne)
- Albert Frey, Etudes sémitiques et samaritaines offertes à Jean Margain, vol. 4, Lausanne, Editions du Zèbre, 1998 (ISBN 9782970008866, OCLC 42294657)